# Kopaní (Vorónej)
|  | Per a altres significats, vegeu «Kopaní». |

Kopaní (en rus: Копани) és un poble (un khútor) de l'óblast de Vorónej, a Rússia, segons el cens del 2010 tenia 33 habitants.